# منزل (فلم 2008)
منزل (بالفرنسية: Home) هو فيلم دراما سويسري إنتج في بلجيكا وفرنسا وصدر في سنة 2008. الفيلم من كتابة وإخراج أورسولا ماير ومن بطولة إيزابيل أوبير وأوليفييه جورميه. كاد أن يترشح لقائمة الأفلام المرشحة لجائزة الأوسكار لأفضل فيلم بلغة أجنبية في النسخة 82.

## القصة
يحكي الفيلم قصة عائلة تتكون من الأبوين وابنتين وطفل صغير تعيش في منزل بمنطقة نائية بسلام وهدوء، لكن مشروعاً لبناء شارع بخط سريع يبدأ العمل به بالقرب من منزلهم. عند افتتاح الشارع تبدأ حياة العائلة بالانقلاب إلى الأسوء وتحاول العائلة جاهدةً الاستمرار بحياتها الطبيعية، ولكن سرعان ما تفشل العائلة بسبب الإزعاج وصعوبة التنقل إلى الجهة المقابلة من البيت، والكثير من الأضرار المرافقة. يزيد الأمر سوءً فرار البنت الكبرى مع إحدى السيارات العابرة من الطريق، مما يؤدي لإصابة الأبوين في انهيار عصبي قرر بعدها الأب إغلاق النوافذ والأبواب بالطوب للمحاولة بعزل البيت عن العالم الخارجي، وقبل انهيار العائلة تماماً من قلة الأكسجين تقدم الأم على هدم الباب وتخرج العائلة من الجحيم الذي كانوا فيه.

## الميزانية والإيرادات
بلغت تكلفة إنتاج الفيلم حوالي €5.7 مليون يورو بينما حقق إيرادات تقدر بـ 2.5 مليون دولار.

## وصلات خارجية
- مقالات تستعمل روابط فنية بلا صلة مع ويكي بيانات